# Liste von Spielkonsolen
Die Liste von Spielkonsolen zählt Spielkonsolen  und Handhelds geordnet nach deren technischem Aufbau beziehungsweise Prozessorarchitektur auf. Die Liste erhebt keinen Anspruch auf Vollständigkeit. Eine chronologische Auflistung findet sich im Artikel zur Geschichte der Videospiele.

## Ohne Mikroprozessor

### Festverdrahtet
Der Spielablauf und sämtliche grafische Daten sind durch entsprechend verschaltete elektronische Bauelemente im Inneren der Konsole vorgegeben. Insbesondere sind diese nicht modifizierbar. Zur besseren Verdeutlichung dieses Sachverhalts werden solche Videospielsysteme auch als fest verdrahtet (englisch hard-wired) oder spezialisiert (englisch dedicated) bezeichnet.

#### Diskrete Bauelemente und/oder niedrigintegrierte Schaltkreise
- Videomaster Home TV Game (1974)[2]
- Odyssey 100 (1975)
- Odyssey 200 (1975)
- Television Tennis (1975)
- Videomaster Rally Home T.V. Game (1975)[3]
- VideoSport MK2
- Orelec PP-2000 (1976)[4]

#### Hochintegrierter Schaltkreis (z.B. AY-3-8500)
- Pong Modell C-100 (1975)
- Interton Video 3000 (1976)
- Interton Video 2400
- Interton Video 2800 (1977)
- Interton Video 3001 (1977)
- Color TV-Game 6 (1977)
- Color TV-Game 15 (1977)
- Philips Tele-Spiel ES 2203 (1977)
- Philips Tele-Spiel ES 2204 (1977)
- Philips Tele-Spiel ES 2207 (1977)
- Color TV-Game Racing 112 (1978)
- Philips Tele-Spiel ES 2218 (1978)[5]
- Bildschirmspiel 01 (1979)
- Color TV-Game Block Kuzushi (1979)

### Steckmodulbasiert
Die Konsole ist derart ausgelegt, dass die damit ausführbaren Spiele austauschbar sind. Die dafür benötigten Steckkarten bzw. Steckmodule können Drahtbrücken, diskrete elektronische Bauelemente aber auch hochintegrierte Schaltkreise wie beim 8600 Programmable Game Set von General Instrument enthalten.

#### Diskrete Bauelemente und/oder niedrigintegrierte Schaltkreise
- Odyssey (1972)
- Philips Tele-Spiel ES 2201 (1975)
- Interton Video 2000 (1975)

#### Hochintegrierter Schaltkreis
- Palladium Tele-Cassetten-Game
- Poppy 9015[7]
- Poppy TVG 10[7]
- Sanwa 9015[7]
- SHG Black Point[7]
- Unimex Mark IX[7]

## 4-Bit-Architektur

### Festverdrahtet
Die Geräte basieren auf einem Einchipmikrorechner, der auch den nicht modifizierbaren Festwertspeicher mit den Programmdaten der Spiele enthält.
- Auto Race (Handheld, 1976)
- Logic 5 (Handheld, 1978)
- Merlin (Handheld, 1978)
- Game & Watch (Handheld, 1980)

### Steckmodulbasiert
- Microvision (Handheld, 1979)
- R-Zone (1995)

## 8-Bit-Architektur
- Fairchild Channel F (1976)
- Bally Astrocade (1977)
- RCA Studio II (1977)
- Atari 2600 (1977)
- Atari Video Pinball (1977)
- APF M1000 (1978)
- Philips Videopac G7000 (1978)
- Interton VC 4000 (1978)
- Cassette Vision (1981)
- Adventure Vision (1982)
- Vectrex (1982)
- Atari 5200 (1982)
- ColecoVision (1982)
- Coleco Gemini (1982)
- Emerson Arcadia 2001 (1982)
- Casio PV-1000 (1983)
- Sega Game-1000 (1983)
- Famicom (1983)
- Super Cassette Vision (1984)
- Atari 7800 (1984)
- Nintendo Entertainment System (1985)
- Sega Master System (1986)
- Tele-Fever Telespiel (1986)
- Action Max (1987)
- Atari XE Game System (1987)
- Commodore 64 GS (1987)
- Atari Lynx (Handheld, 1989)
- Game Boy (Handheld, 1989)
  - Game Boy Pocket (1996)
  - Game Boy Light (1997)
- Amstrad GX4000 (1990)
- Sega Game Gear (Handheld, 1990)
- Game Boy Color (Handheld, 1998)

## 16-Bit-Architektur
- Intellivision (1979)
- PC Engine (1987)
- Sega Mega Drive (1988)
- Neo Geo (1990)
- Super Nintendo Entertainment System (1990)
- CDTV (1991)
- CD-i (1991)
- Watara Supervision (Handheld, 1992)

## 32- und 64-Bit-Architektur
- Nintendo PlayStation (1993, nicht erschienen)
- 3DO (1993)
- CD³² (1993)
- Atari Jaguar (1993)
- PC-FX (1994)
- Sega Saturn (1994)
- Playdia (1994)
- PlayStation (1994)
  - PSone (2000)
- Apple Pippin (1995)
- Virtual Boy (1995)
- Nintendo 64 (1996)
- Game.com (Handheld, 1997)
- Neo Geo Pocket (Handheld, 1998)
- Dreamcast (1998)
- Neo Geo Pocket Color (Handheld, 1999)
- WonderSwan (Handheld, 1999)
- WonderSwan Color (Handheld, 2000)
- PlayStation 2 (2000)
  - PSX (2003)
  - PlayStation 2 Slim (2004)
- SwanCrystal (2002)
- Game Boy Advance (Handheld, 2001)
  - Game Boy Advance SP (2003)
  - Game Boy Micro (2003)
- Nintendo GameCube (2001)
  - Panasonic Q (2001)
- Game Boy Player (2003)
- GP32 (Handheld, 2001)
- Xbox (2001)
- Pokémon Mini (Handheld, 2001)
- Nokia N-Gage (Handheld, 2003)
- Tapwave Zodiac (Handheld, 2003)
- iQue Player (2003)
- Atari Flashback (2004)
- Atari Flashback 2 (2005)
- V.Smile (2004)
- Nintendo DS (Handheld, 2004)
  - Nintendo DS Lite (2006)
- Nintendo DSi (Handheld, 2009)
  - Nintendo DSi XL (2010)
- PlayStation Portable (Handheld, 2004)
  - PSP-2000 (2007)
  - PSP-3000 (2008)
  - PSP Go (2009)
  - PSP Street (2011)
- Gizmondo (Handheld, 2005)
- Xbox 360 (2005)
  - Xbox 360 S (2010)
  - Xbox 360 E (2013)
- PlayStation 3 (2006)
  - PlayStation 3 Slim (2009)
  - PlayStation 3 Super Slim (2012)
- Wii (2006)
  - Wii mini (2013)
- V.Smile Pro (2006)
- Dingoo A320 (Handheld, 2009)
- Zeebo (2009)
- Pandora (2009)
- Nintendo 3DS (Handheld, 2011)
  - Nintendo 3DS XL (2012)
  - Nintendo 2DS (2013)
- New Nintendo 3DS (Handheld, 2014)
  - New Nintendo 3DS XL (2015)
  - New Nintendo 2DS XL (2017)
- PlayStation Vita (Handheld, 2011)
  - PlayStation Vita Slim (2014)
- Wii U (November 2012)
- Ouya (März 2013)
- Nvidia Shield (Handheld, 2013)
- PlayStation 4 (2013)
  - PlayStation 4 Slim (2016)
  - PlayStation 4 Pro (2016)
- PlayStation TV (2013)
- Xbox One (2013)
  - Xbox One S (2016)
  - Xbox One X (2017)
  - Xbox One S All-Digital Edition (2019)
- Nintendo Switch (2017)
  - Nintendo Switch Lite (Handheld, 2019)
  - Nintendo Switch (OLED-Modell) (2021)
- Oculus Go (2018)
- Oculus Quest (2019)
- PlayStation 5 (2020)
  - PlayStation 5 Digital Edition (2020)
  - PlayStation 5 Slim (2023)
  - PlayStation 5 Pro (2024)
- Xbox Series X (2020)
  - Xbox Series S (2020)
- Analogue Pocket (2021)
- Steam Deck (2022)
- Playdate (2022)
- Nintendo Switch 2 (2025)

## Meistverkaufte Spielkonsolen
Die folgende Tabelle zählt Spielkonsolen auf, von denen mindestens eine Million Exemplare verkauft wurden.
| Platz | Name                                | Hersteller                     | Typ                     | Erstveröffentlichung | Stand | verkaufte Einheiten (Mio.) |
| ----- | ----------------------------------- | ------------------------------ | ----------------------- | -------------------- | ----- | -------------------------- |
| 1     | PlayStation 2                       | Sony Computer Entertainment    | stationäre Spielkonsole | 2000                 | 2024  | >160                       |
| 2     | Nintendo DS                         | Nintendo                       | Handheld-Konsole        | 2004                 | 2023  | 154,02                     |
| 3     | Nintendo Switch                     | Nintendo                       | hybride Spielkonsole    | 2017                 | 2025  | 153,10                     |
| 4     | Game Boy (mit Game Boy Color)       | Nintendo                       | Handheld-Konsole        | 1989                 | 2023  | 118,69                     |
| 5     | PlayStation 4                       | Sony Interactive Entertainment | stationäre Spielkonsole | 2013                 | 2022  | 117                        |
| 6     | PlayStation                         | Sony Interactive Entertainment | stationäre Spielkonsole | 1994                 | 2012  | 102,4                      |
| 7     | Wii                                 | Nintendo                       | stationäre Spielkonsole | 2006                 | 2023  | 101,63                     |
| 8     | PlayStation 3                       | Sony Interactive Entertainment | stationäre Spielkonsole | 2006                 | 2017  | 87,4                       |
| 9     | Xbox 360                            | Microsoft                      | stationäre Spielkonsole | 2005                 | 2014  | 84                         |
| 10    | Game Boy Advance                    | Nintendo                       | Handheld-Konsole        | 2001                 | 2023  | 81,51                      |
| 11    | PlayStation 5                       | Sony Interactive Entertainment | stationäre Spielkonsole | 2020                 | 2025  | 80,2                       |
| 12    | PlayStation Portable                | Sony Interactive Entertainment | Handheld-Konsole        | 2004                 | 2012  | 76,4                       |
| 13    | Nintendo 3DS                        | Nintendo                       | Handheld-Konsole        | 2011                 | 2023  | 75,94                      |
| 14    | Nintendo Entertainment System       | Nintendo                       | stationäre Spielkonsole | 1983                 | 2023  | 61,91                      |
| 15    | Xbox One                            | Microsoft                      | stationäre Spielkonsole | 2013                 | 2022  | 50,53                      |
| 16    | Super Nintendo Entertainment System | Nintendo                       | stationäre Spielkonsole | 1990                 | 2023  | 49,10                      |
| 17    | Nintendo Game & Watch               | Nintendo                       | Handheld-Konsole        | 1980                 | 2010  | 43,4                       |
| 18    | Nintendo 64                         | Nintendo                       | stationäre Spielkonsole | 1996                 | 2023  | 32,93                      |
| 19    | Sega Mega Drive                     | Sega                           | stationäre Spielkonsole | 1988                 | 2010  | 30,75                      |
| 20    | Atari 2600                          | Atari                          | stationäre Spielkonsole | 1977                 | 2005  | 30                         |
| 21    | Xbox Series                         | Microsoft                      | stationäre Spielkonsole | 2020                 | 2024  | 29,88                      |
| 22    | Xbox                                | Microsoft                      | stationäre Spielkonsole | 2001                 |       | 25                         |
| 23    | GameCube                            | Nintendo                       | stationäre Spielkonsole | 2001                 | 2023  | 21,74                      |
| 24    | PlayStation Vita                    | Sony Interactive Entertainment | Handheld-Konsole        | 2011                 |       | 16,21                      |
| 25    | Wii U                               | Nintendo                       | stationäre Spielkonsole | 2012                 | 2023  | 13,56                      |
| 26    | Sega Master System                  | Sega                           | stationäre Spielkonsole | 1986                 |       | 13                         |
| 27    | Sega Saturn                         | Sega                           | stationäre Spielkonsole | 1994                 |       | 11,56                      |
| 28    | Sega Game Gear                      | Sega                           | Handheld-Konsole        | 1990                 | 1990  | 11,00                      |
| 29    | Dreamcast                           | Sega                           | stationäre Spielkonsole | 1998                 | 2010  | 9,13                       |
| 30    | PC Engine (Turbo Duo)               | NEC                            | stationäre Spielkonsole | 1987                 |       | 7,00                       |
| 31    | Nintendo Switch 2                   | Nintendo                       | hybride Spielkonsole    | 2025                 | 2025  | 5,82                       |
| 32    | Wonderswan                          | Bandai                         | Handheld-Konsole        | 1999                 |       | 3,5                        |
| 33    | Color TV-Game                       | Nintendo                       | stationäre Spielkonsole | 1977                 |       | 3                          |
| 34    | Steam Deck                          | Valve                          | hybride Spielkonsole    | 2022                 | 2023  | 2                          |
| 35    | Atari 5200                          | Atari                          | stationäre Spielkonsole | 1982                 | 1984  | 1                          |
| 36    | Neo Geo (inkl. CD)                  | SNK                            | stationäre Spielkonsole | 1994                 |       | 1                          |